# Нові Тимерсяни
Нові Тимерсяни (рос. Новые Тимерсяны) — село в Цильнинському районі Ульяновської області Російської Федерації.
Населення становить 559 осіб. Входить до складу муніципального утворення Большенагаткинське сільське поселення.

## Історія
Від 2004 року входить до складу муніципального утворення Большенагаткинське сільське поселення.

## Населення
| 2010 |
| ---- |
| 559  |